# سبنسر ليفين
سبنسر ليفين (بالإنجليزية: Spencer Levin)‏ هو لاعب غولف أمريكي، ولد في 15 يونيو 1984 في ساكرامنتو في الولايات المتحدة.

## وصلات خارجية
- سبنسر ليفين على موقع رابطة لاعبي الغولف المحترفين (الإنجليزية)
- سبنسر ليفين على موقع التصنيف العالمي الرسمي للغولف (الإنجليزية)